# Batalla de Matapán
La batalla de Matapán fue librada el 19 de julio de 1717, en el cabo de Matapán, entre la armada cristiana y los turcos.

## Historia
Durante las guerras que agitaron Europa a causa de la sucesión al trono español, la República de Venecia se había conservado neutral, lo que no impidió que, poco a poco, fuese perdiendo su antigua preponderancia mientras que Turquía se fortalecía nuevamente.
Ante la amenaza de los turcos sobre Italia, el Papa pidió auxilio a los reyes de Portugal, España y Francia. Sólo Juan V de Portugal mandó una armada compuesta por seis naos, un brulote, un transporte y una tartana, con 390 cañones y una guarnición de casi dos mil seiscientos hombres, comandada por Lopo Furtado de Mendonça, conde de Río Grande. La 
escuadra fue a anclar en
Livorno, en Italia, de donde partió enseguida con rumbo a Corfú, que el Conde de Schulemberg defendía valientemente contra los constantes asaltos de los turcos. Sin embargo, bastó la aproximación de la escuadra para que los turcos levantaran el bloqueo de Corfú - donde habían perdido cerca de mil
combatientes, y así el conde de Río Grande volvió sin combatir debido a la retirada del enemigo. En abril de 1717 los navíos portugueses levantaron ancla en Lisboa para ir al encuentro de la armada veneciana, y estando
reunidos todos los elementos de combate recorrieron las aguas del archipiélago, buscando los navíos turcos. Fueron los turcos los primeros en abrir fuego, dirigidos a la armada cristiana, que en ese tiempo estaba
compuesta solo por los navíos portugueses, con dos naos de Malta y una de 
Venecia. Eran diez naos, dos brulotes, dos transportes y una tartana, contra cincuenta y cuatro naos turcas, que, sin embargo, disponían de menor poder de fuego. El conde de São Vicente no dejaba descansar sus piezas y sus
artilleros, y los turcos daban señales visibles de desánimo. Por su lado, el conde de Río Grande y Pedro de Sousa Castelo Branco iban sometiendo a los turcos
a una tempestad de hierro y fuego.
Terminada la batalla por la fuga de las pocas embarcaciones otomanas que consiguieron escapar a cubierta de la oscuridad, la escuadra portuguesa presentaba grandes daños, con el 
aparejo quebrado, las velas en andrajos, los cabos pendientes y numerosas fugas en los cascos, felizmente para los portugueses casi todos por encima de la línea de agua. Pero la flota del turco Ibrahim Bajá había quedado prácticamente destruida.
Con esta victoria sobre los turcos Juan V recibió efusivos agradecimientos del Papa y vio la sede de Lisboa elevada a la categoría de patriarcal,
Venecia por su lado quedó eternamente agradecida a Portugal.
- História da Marinha de Portugal, Editora das Forças Armadas
- Anderson, Roger Charles (1952). Naval wars in the Levant 1559-1853. Princeton: Princeton University Press. ISBN 1-57898-538-2.
- Lane, Frederic Chapin (1973). Venice, a Maritime Republic. JHU Press. ISBN 978-0-8018-1460-0.
- Ercole, Guido (2011). Vascelli e fregate della Serenissima. Trento: GMT. ISBN 978-8890565144.